# Basiasco
Basiasco (Basiasch in dialetto lodigiano) è un centro abitato d'Italia, frazione del comune di Mairago.
Al censimento del 21 ottobre 2001 contava 398 abitanti.

## Geografia fisica
Il paese è sito a 62 m sul livello del mare.

## Origini del nome
Il nome, citato in latino come Basiascum, Basiliascum, Baxeascum o Baxilascum, potrebbe essere di derivazione germanica: la radice Bas- potrebbe infatti rimandare al tedesco Wasser – «acqua».

## Storia
Basiasco è un piccolo centro rurale di antica origine, da sempre parte del territorio lodigiano.
Divenne nel XII secolo proprietà della chiesa di Milano. Passò poi nelle mani di importanti famiglie lombarde; insieme a Meleti, Corno Giovine, Cornovecchio, Pizzighettone Maleo e Maccastorna costituì il territorio su cui la famiglia Vincemala (Vismara) esercitò il Mero e Misto Impero dal 1272 al 1381. 
Secondo la leggenda in questo piccolo borgo nel 1477 nacque il famoso condottiero Fanfulla da Lodi.
Fu attestata per la prima volta nel XII secolo e rimase comune autonomo fino al 1757, quando fu aggregata a Mairago, seguendone le sorti.

## Società

### Religione
La parrocchia di Basiasco, dedicata a San Giorgio martire, è compresa nel vicariato di San Martino in Strada della diocesi di Lodi.